# Michel Colle
 (juillet 2018).
Pour les articles homonymes, voir colle (homonymie).
Michel-Auguste Colle, né le 7 janvier 1872 à Baccarat (Meurthe-et-Moselle) et mort le 15 septembre 1949 à Batz-sur-Mer (Loire-Atlantique), est un peintre français

## Biographie
Orphelin en 1885, il devient apprenti aux cristalleries de Baccarat comme doreur, puis graveur de planches pour la gravure chimique. C'est à cette époque qu'il prend goût au dessin et à la peinture, encouragé par Charles Peccatte, un peintre lorrain. Un amateur d'art avisé, Eugène Corbin, ayant remarqué son travail, lui fait connaître les peintres Charles de Meixmoron de Dombasle, Émile Friant et Victor Prouvé (alors professeur à l'école des beaux-arts de Nancy). En contrat avec Corbin jusqu'en 1911, il peint près de 500 toiles ou aquarelles inspirées pour la plupart des paysages de sa région d'origine. 
De 1903 à 1911, il expose à la Société nationale des beaux-arts, au Salon des Tuileries et au Salon des indépendants puis, à partir de 1911 au Salon des artistes français où il obtient en 1920 une mention honorable puis une médaille d'argent l'année suivante. 
Par la suite, Colle voulut connaître d'autres régions, et voyagea souvent et trouva notamment une inspiration en Savoie, en Corse et en Afrique du Nord. Les Salons parisiens lui sont l'occasion de rencontrer Jules Adler, Jean-Paul Laurens et Charles Cottet.
À la fin de la Première Guerre mondiale, à l'occasion d'un séjour familial en Bretagne, il est séduit par la lumière des marais salants et des paysages de la presqu'île de Guérande. Cette révélation transforme sa palette et diversifie les techniques utilisées, certaines toiles sont pointillistes, d'autres traitées au couteau. Chaque année il passe ses séjours d'été dans la région du Croisic. Il expose aux Salon des artistes français, au Salon des indépendants, au Salon des Tuileries, à La Haye… sans que cela ne modifie le rythme régulier de son travail et son attachement à sa vie de famille. En 1940, il s'installe définitivement dans le village de Kervalet, près de Batz-sur-Mer. Les difficultés de la vie au cours de la Seconde Guerre mondiale l'incitent à diversifier ses thèmes d'inspiration : intérieurs d'église, portraits, etc.. C'est là qu'il meurt en septembre 1949.

## Expositions
- « Exposition d’œuvres de M. Colle », 15-30 avril 1953, musée Galliera, Paris.
- « Peintres de Bretagne - Mathurin Méheut - Michel Colle - Adolphe Beaufrère » 26 juin - 24 septembre 1961[2], musée de Rennes.
- « Michel Colle », 1971-1972, Kaplan gallery, Londres.
- « Centenaire de la naissance de Michel Colle », 1972, galerie Corbin, Nancy.
- « En passant par la Bretagne – Artistes voyageurs lorrains en Bretagne, 1840-1930 », 1999, musée départemental breton, Quimper.
- « Des lumières de la Lorraine aux couleurs de la Bretagne », 4 juillet - 20 septembre 2009, Musée Pierre-Noël, Saint-Dié-des-Vosges.
- « Lumières en Presqu'île - Michel Colle, peintre à Kervalet », 14 juin - 16 novembre 2014, musée des Marais Salants, Batz-sur-Mer.